# Gia Cát Thượng
Gia Cát Thượng (tiếng Trung: 諸葛尚; bính âm: Zhuge Shang; ? - 263), không rõ tên tự, là tướng lĩnh nhà Quý Hán thời Tam Quốc trong lịch sử Trung Quốc. Ông chính là cháu nội của Thừa tướng Gia Cát Lượng. Bản thân ông kế thừa tấm lòng "cúc cung tận tụy, đến chết mới thôi" của cha và ông nội, đã anh dũng tử trận khi nhà Thục Hán sắp sụp đổ, tạo nên tấm gương "Ba đời trung liệt" nổi tiếng lịch sử của nhà Gia Cát.

## Cuộc đời
Gia Cát Thượng quê ở huyện Dương Đô, quận Lang Gia, Từ Châu, là con trai trưởng của Vệ tướng quân Gia Cát Chiêm, cháu nội của thừa tướng Quý Hán Gia Cát Lượng, mẹ có thể là công chúa.
Năm 263, quân Ngụy do Chung Hội, Đặng Ngải chỉ huy quy mô lớn tiến công. Quân Ngụy bị Khương Duy, Đổng Quyết, Liêu Hóa, Trương Dực ngăn cản ở Kiếm Các. Đặng Ngải liền dẫn một đạo quân lẻn qua đường núi Âm Bình, mưu đánh úp Thành Đô. Hậu chủ lệnh cho Gia Cát Chiêm dẫn quân ra chặn Ngải. Thượng là con trưởng của Chiêm cũng theo quân xuất chinh. Con thứ Gia Cát Kinh vì chưa đủ tuổi tòng quân nên ở lại.
Gia Cát Chiêm nhiều lần chỉ huy sai lầm, lui quân về Miên Trúc. Đặng Ngải viết thư khuyên hàng, nhằm kích động Chiêm. Chiêm mắc mưu, không nghe lời khuyên của Thượng và Hoàng Sùng, dẫn quân ra giao chiến, không may tử trận. Gia Cát Thượng thấy thế, than rằng: Cha con ta chịu ơn nặng của quốc gia, chẳng sớm chém Hoàng Hạo, để sau cùng phải bại vong, còn sống để làm gì! rồi lao vào quân Ngụy, liều mình chiến tử.

## Nhận xét
Trần Thế Sùng thời Tống nhận xét: Con Khổng Minh là Chiêm, cháu là Thượng tử trận; cháu Trương Phi là Tuân, con Triệu Vân là Quảng cũng tử trận; Bắc Địa vương Kham khóc Chiêu Liệt miếu, trước giết vợ con sau tự sát; Ngụy đem cung nhân của Thục ban cho tướng sĩ, Lý chiêu nghi không chịu nhục tự sát. Thiện không chỉ thẹn với tướng sĩ, càng thẹn với phụ nhân.
Mao Tôn Cương trong Thánh Thán ngoại thư có bình luận:
Vũ Hầu có con trung dũng, lại thêm có cháu trung liệt. Đời cho như vậy là Vũ Hầu không chết... Xem trận đánh Miên Trúc, vì chữ trung mà Chiêm, Thượng liều chết tại trần tiền, ta mới rõ cái hay trong gia giáo nhà Vũ Hầu... Ôi! Nhà Thục Hán mất rồi, nhưng ta vẫn thấy rờ rờ có sinh khí hơn các triều đại khác.
La Quán Trung có thơ khen cha con Chiêm, Thượng:
| “ | Có phải trung thần kém mẹo đâu? Lòng giời không tựa vận Viêm Lưu! Mới hay con cháu nhà dòng dõi, Tiết nghĩa còn lưu tiếng Vũ hầu. | ” |

## Trong văn hóa
Trong tiểu thuyết Tam quốc diễn nghĩa của La Quán Trung, Gia Cát Thượng xuất hiện ở hồi 117, được mô tả là đọc nhiều binh thư, giỏi võ nghệ. Gia Cát Chiêm nhận lệnh đánh Đặng Ngải, Thượng xin làm tiên phong. Gia Cát Thượng từng hai lần đánh lui Sư Toản, Đặng Trung. Gia Cát Chiêm sau đó thua trận, phải lui về cố thủ Miên Trúc chờ cứu viện. Viện quân lâu ngày không đến, Chiêm sốt ruột, cho Gia Cát Thượng cùng Trương Tuân giữ thành, dẫn quân ra đánh, bị trúng kế của Đặng Ngải, thân trúng tên, rút gươm tự sát.
Gia Cát Thượng thấy cha chết trong loạn quân, bèn mặc giáp lên ngựa. Trương Tuân khuyên can, Thượng đáp rằng: Cha con, ông cháu nhà ta, đều đội ơn sâu nhà nước. Nay cha ta đã chết với giặc rồi, ta còn sống làm gì? Thượng quất ngựa xông ra, chết tại trận.